# Solferino (panserskib)
Det franske panserskib Solferino var sammen med søsterskibet Magenta de eneste bredsidearmerede panserskibe, der rådede over to kanondæk. Skibene var bygget af træ, og de var forsynet med en ekstra kraftig vædderstævn, med en 14 ton stålkegle i spidsen. Solferino var opkaldt efter en by i Italien, Solferino, hvor den franske hær i 1859 vandt en sejr over den østrigske hær.

## Tjeneste
Solferino fik sit artilleri udskiftet flere gange, i takt med at det stod klart, at 16-cm kanonerne var ret virkningsløse mod panser. Blev overført til reserven i 1879, og udgik i 1882.